# Poljica-Brig
Poljica-Brig est un village de la municipalité de Nin (Comitat de Zadar) en Croatie. Au recensement de 2011, la ville comptait 276 habitants.